# كيفن فيسر
كيفن فيسر (بالهولندية: Kevin Visser)‏ (19 يوليو 1988 دلفت هولندا - ) هو لاعب كرة قدم هولندي، يلعب كلاعب وسط، لعب 58 مباراة وسجل هدف.

## مسيرته

### مسيرته مع الأندية
- 2010 - 2013 لعب مع أدو دين هاغ 58 مباراة سجل خلالها هدف.

## وصلات خارجية
كيفن فيسر على موقع قاعدة بيانات كرة القدم.إي يو (الإنجليزية)
- كيفن فيسر على موقع عالم كرة القدم.نت (الإنجليزية)